# Eresfjorden
Eresfjorden er en fjordarm af Langfjorden og Romsdalsfjorden i Nesset kommune i Møre og Romsdal fylke i Norge. Fjorden går 10 kilometer mod sydøst til Eresfjord i bunden af fjorden. Fjorden har indløb mellem Kleibjørkneset i sydvest og Bukta i nordøst.
Bygden Bogge ligger på østsiden af fjorden, lidt syd for Bukta. Rigsvej 660 går langs østsiden af fjorden. Langs Vestsiden af fjorden er der kun isolerede gårde. Vestsiden er også høj og forholdsvis brat med bjergtoppe op til lige så over 1.000 meter over havet.